# Вука Шехеровић
Вука Шехеровић, рођена као Недељка/Неђељка Шекеровић (Зеница, 1903 — Пожаревац или Доњи Милановац, 1976), била је босанскохерцеговачка и југословенска фолк пјевачица и интерпретаторка севдалинке. Звали су је „жена са сребрним гласом”, као и „краљица севдаха”.

## Биографија
Рођена је као Недељка Шекеровић, 1903. године у селу Ковачићи код Зенице. Њен отац Ристо Шекеровић био је затворски чувар у Зеничком затвору. Млада Вука је пјевала у школском хору као седмогодишњакиња. Свирала је тамбурицу и контрабас у КУД „Просвјета”.
Први јавни наступ имала је 1910. године у родном граду, при посјети Франца Јозефа. За ово се припремала у школи и СПД „Дечански”. Први наступ ужој публици имала је у сарајевској кафани „Абаџија”. У Пљевљима је пјевача у хотелу „Јадран” и ту упознала прву љубав, власника хотела Драгог Стојановића Србијанца; пошто јој је у паузама током наступа доносио кафу, компоновала му је и посветила пјесму Кафу ми Драги испеци, а када су се растали и Гдје си Драги жива жељо моја, живом сам те жељом пожељела.
Каријеру је започела 1919. (са 16 година), када је побиједила на такмичењу за таленте КУД-ова у Брчком и за награду освојила снимање грамофонске плоче; након овог такмичења је, говорећи онима који питају да долази из „шехер Зенице”, промијенила презиме. Касније је (и највише) пјевала у београдској боемској четврти Скадарлија, али и у мужевој кафани, истовремено се појављујући у радијским емисијама (нпр. Босанско вече) и снимајући за веће издавачке куће (међу којима и Одеон, Полидор и Југотон). У каснијој каријери, наступала је са млађим генерацијама пјевача — као што је Зехра Деовић, али и старијим — попут Жанке Стокић.
Важи за прву југословенску пјевачицу која је наступила у престижној париској дворани Олимпија. Такође, прва је пјевачица чији је наступ уживо из кафане био у јавном преносу (Радио Београд). За "првакињу севдаха" је изабрана у марту 1935.
Преминула је у лошим условима, болесна и сиромашна — 1976. године у Пожаревцу.
Говорила је да када доприноси свом жанру „пјева с тугом у срцу која је љепша од сваке среће”.
Неке од интерпретација које су значајне и/или оставиле трага у каријери Вуке Шехеровић су, међу многобројним, Стојанке, бела Врањанке и У Шехеру, крај бистра Врбаса, као и Ој Кадуно, коно моја, Босно моја моје живовање, Сјај ми јарко сунце са истока, Кад ја пођох аман, Запјевала булбул птица...